# Pistius truncatus
Espèce
Synonymes
- Aranea truncata Pallas, 1772
- Aranea horrida Fabricius, 1775
- Aranea onici Schrank, 1795
- Thomisus triangularis Risso, 1826
- Filistata truncata Risso, 1826
- Thomisus martyni Audouin, 1826
- Thomisus trigonus Giebel, 1869
- Thomisus wagae Simon, 1870
- Pistius insignitus L. Koch, 1878

Pistius truncatus, appelée aussi Thomise tronqué, est une espèce d'araignées aranéomorphes de la famille des Thomisidae.

## Distribution
Cette espèce se rencontre en Europe, en Turquie, en Iran, en Russie jusqu'en Extrême-Orient et en Chine.

## Habitat
Ces araignées fréquentent les buissons ou les lisières.

## Description
Le mâle mesure 5 mm et les femelles de 8 à 9 mm.

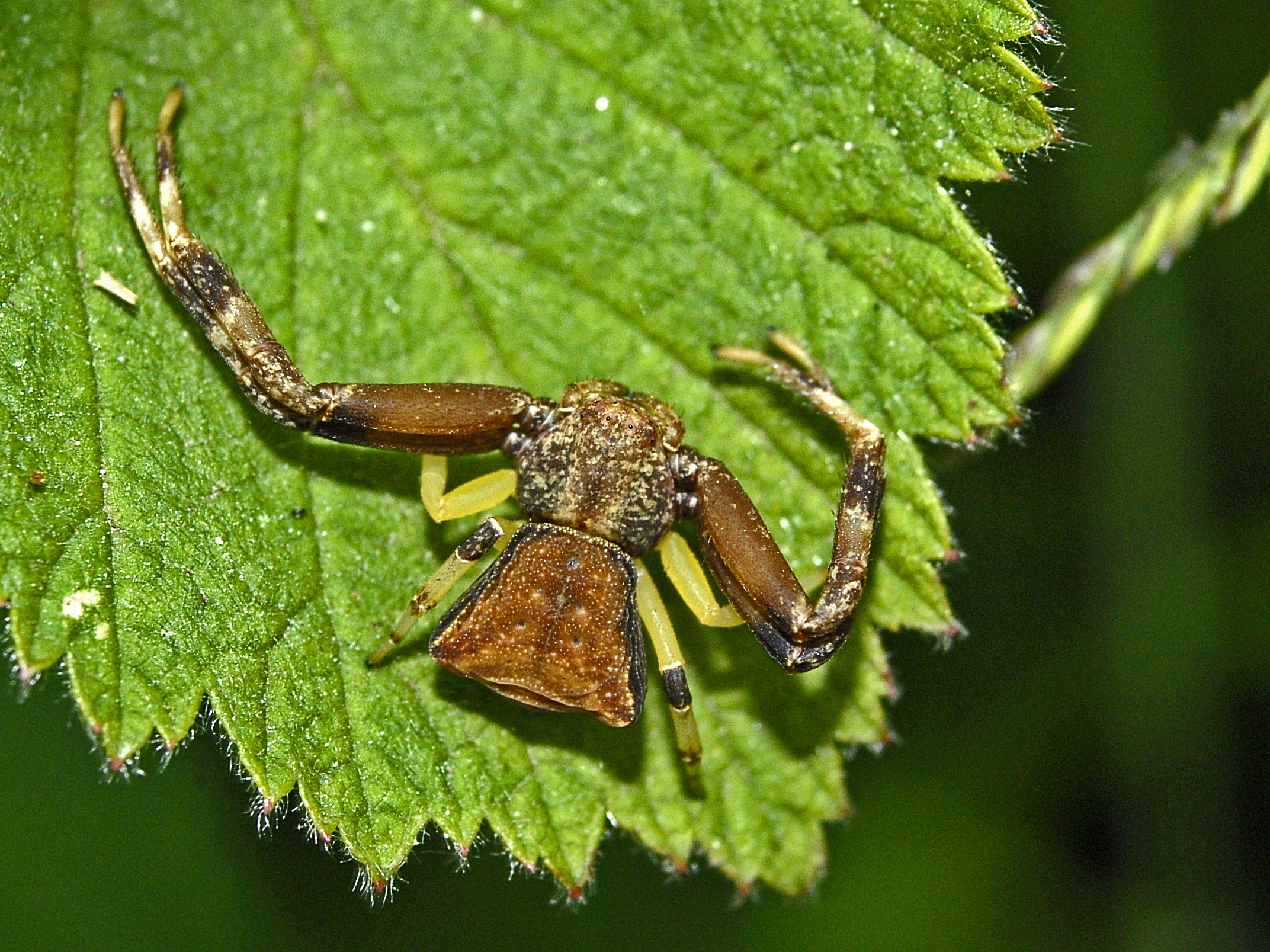
Pistius truncatus change de couleur selon le milieu fréquenté.

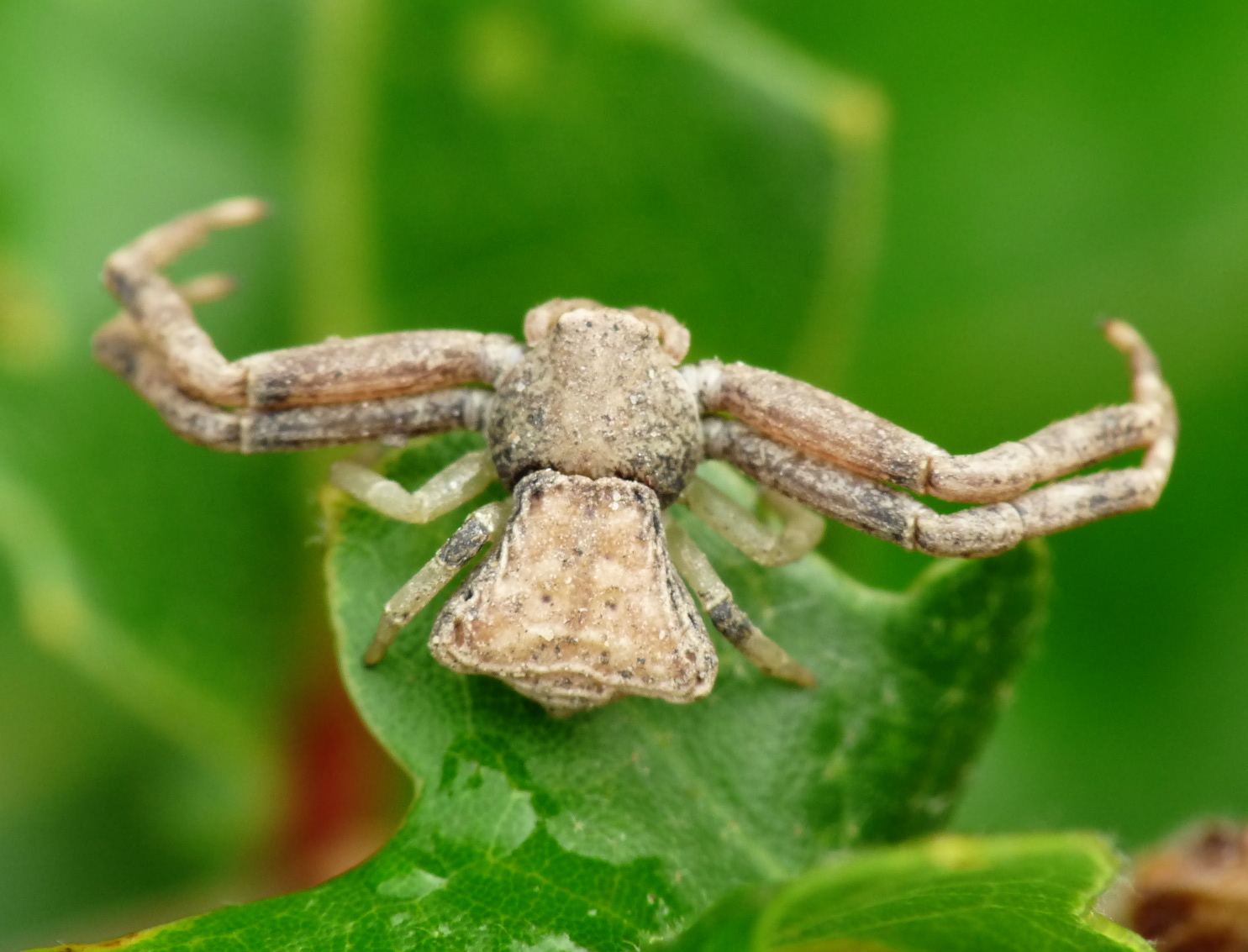
Pistius truncatus chassant à l’affût.

Cette espèce est caractérisée par les coins arrière proéminents de son opisthosome.
Ces araignées-crabes pratiquent la chasse à l’affût. Elles se camouflent en adaptant en quelques jours la couleur de leur corps à la couleur des fleurs sur lesquelles elles sont en attente de proies, un comportement qui leur permet de surprendre leurs proies (les pollinisateurs) et les protège des oiseaux prédateurs.
Leur soie n'est pas utilisée pour faire de toile mais sert surtout pour leur déplacement et la confection de leur cocon.

## Systématique et taxinomie
Cette espèce a été décrite sous le protonyme Aranea truncata par Pallas en 1772. Elle est placée dans le genre Thomisus par Walckenaer en 1805, dans le genre Misumena , dans le genre Phloeoides par Simon en 1864 puis dans le genre Pistius par Simon en 1875.
Filistata truncata a été placée en synonymie par Zonstein et Marusik en 2019.
Thomisus trigonus a été placée en synonymie par Breitling, Lemke, Bauer, Hohner, Grabolle et Blick en 2015.

## Publication originale
- Pallas, 1772 : Spicilegia zoologica. Tomus 1. Continens quadrupedium, avium, amphibiorum, piscium, insectorum, molluscorum aliorumque marinorum fasciculos decem. Berolini, vol. 1, no 9, p. 44-50.